# Pułk Lotnictwa Myśliwskiego Normandia-Niemen

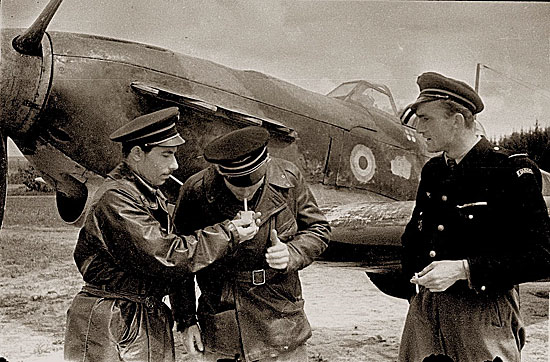
Francuscy lotnicy w ZSRR

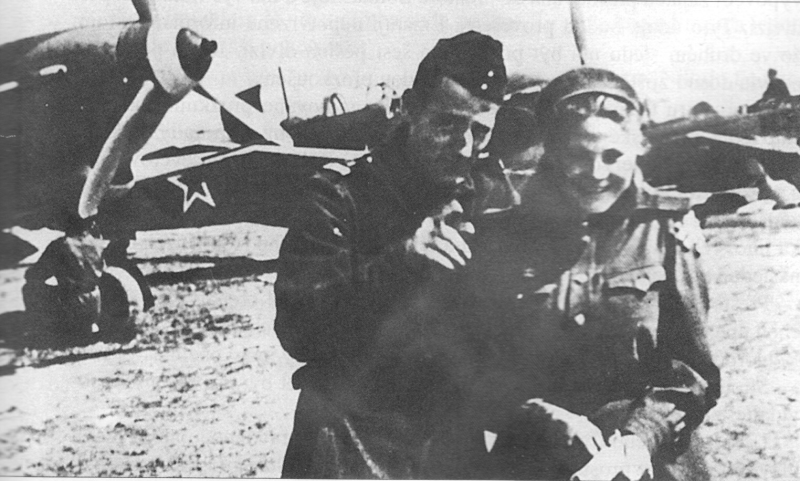
Francuski pilot Bruno de Faletans (później zginął w akcji) z radziecką radiotelegrafistką, kwiecień 1943

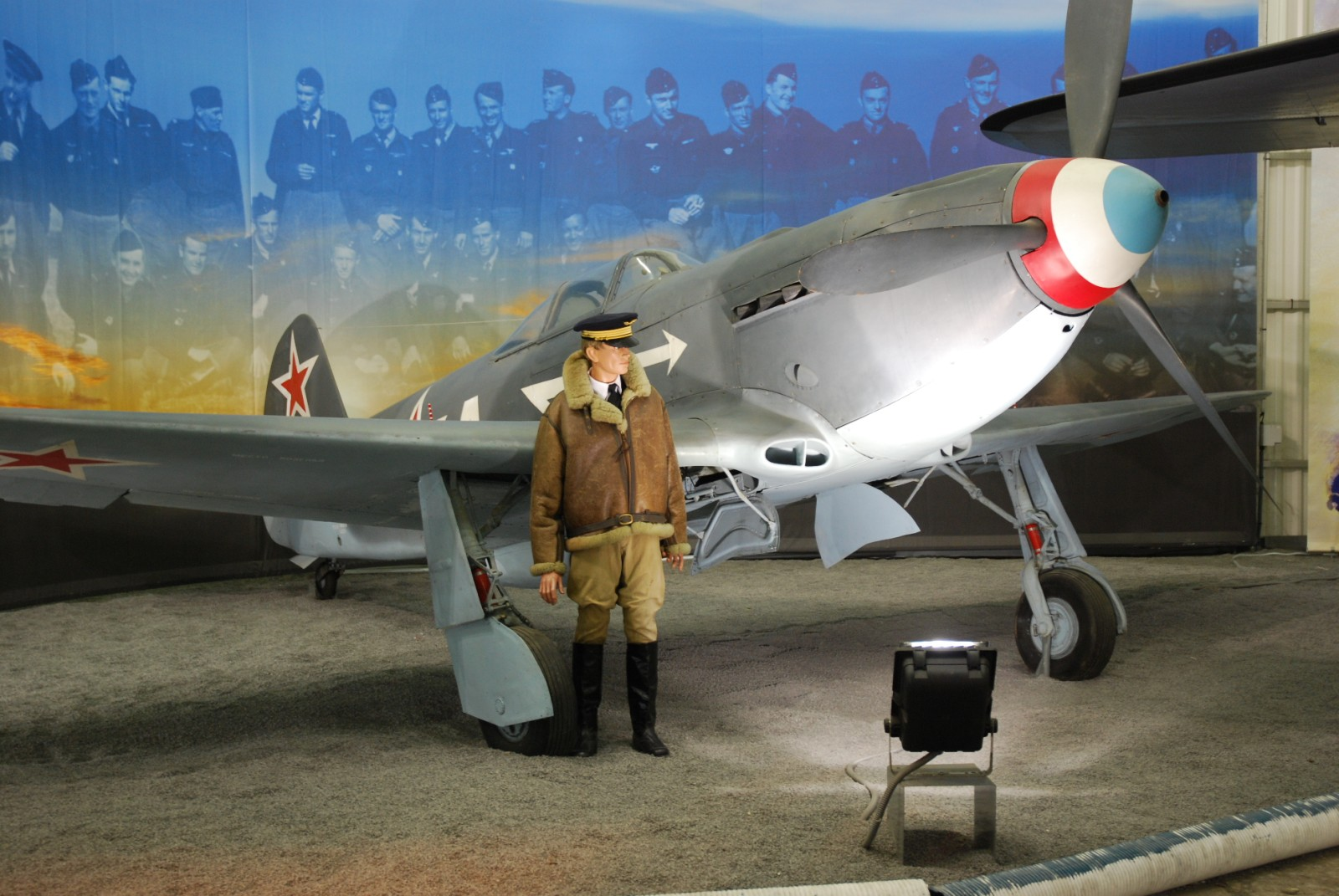
Jak-3 Pułku „Normandia-Niemen”, Muzeum Lotnictwa i Astronautyki Le Bourget

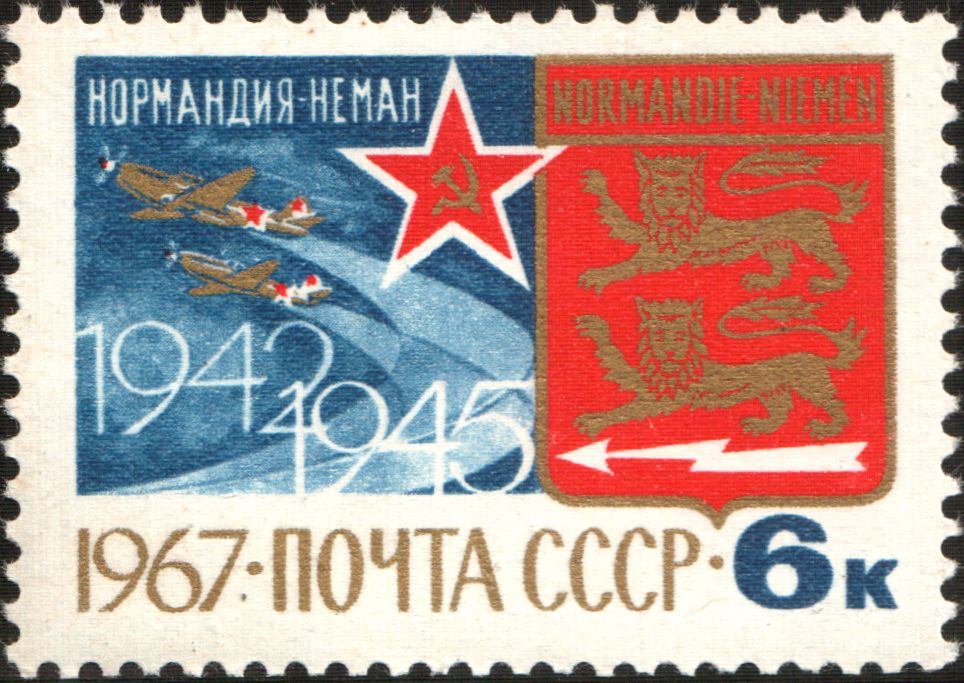
Radziecki znaczek pocztowy z 1967 roku poświęcony Pułkowi „Normandia-Niemen”

Pułk Lotnictwa Myśliwskiego „Normandia-Niemen” (fr. Régiment de chasse 2/30 «Normandie-Niémen», ros. Истребительный Aвиационный Полк „Нормандия-Неман”, ros. trb. Istriebitielnyj Awiacyonnyj Połk „Normandija-Nieman”) – pułk lotnictwa myśliwskiego Sił Zbrojnych Wolnej Francji, walczący u boku wojsk radzieckich podczas II wojny światowej.

## Geneza
W lutym 1942 szef sztabu Sił Lotniczych Wolnej Francji gen. Martial Valin przedstawił pomysł utworzenia francuskiej jednostki lotniczej w składzie Armii Czerwonej, która walczyłaby z Niemcami na froncie wschodnim. Idea ta pojawiła się wskutek sugestii gen. Charles’a de Gaulle’a, aby Francuzi walczyli z Niemcami na wszystkich frontach II wojny światowej, w celu potwierdzenia roli Francji w wysiłku wojennym aliantów. Miało to zarazem zrównoważyć zaangażowanie na froncie wschodnim po stronie Niemiec kolaboracyjnego Legionu Ochotników Francuskich. Po uzyskaniu zgody odpowiednich rządów i organów decyzyjnych uzgodniono do lipca 1942 roku, że francuscy piloci będą operacyjnie podlegać Sowietom, lecz będą dowodzeni przez własnych oficerów, i przystąpiono do rekrutacji personelu. Sprzęt wojskowy i zaopatrzenie miał dostarczyć ZSRR.

## Początek istnienia jednostki
Francuzi utworzyli Grupę Myśliwską nr 3 (Groupe de Chasse 3), która otrzymała nazwę „Normandie” (pol. Normandia). W miarę rozwoju liczebnego, składała się pod koniec wojny z trzech eskadr: „Rouen”, „Le Havre” i „Cherbourg”. Godłem Grupy był herb Normandii, tj. dwa złote lamparty. Lotnicy rekrutowali się ochotniczo z dywizjonów walczących w składzie brytyjskiego RAF, głównie z Bliskiego Wschodu i Wielkiej Brytanii. 12 listopada 1942 grupa 14 pilotów i 48 mechaników została przetransportowana samolotami z Rayaku w Libanie do Bagdadu, a stamtąd koleją do Teheranu. Ze stolicy Iranu trzy sowieckie samoloty transportowe zabrały ich do Baku, a następnie do Moskwy. Ostatecznie 2 grudnia trafili do bazy szkoleniowej Iwanowo. Szkolenie lotnicze odbywało się na samolotach UT-2 i starszych U-2 (tzw. kukuruźnikach), a następnie na dwumiejscowych Jak-7, aby ostatecznie przejść na otrzymane w styczniu samoloty myśliwskie Jak-1. 11 marca 1943 Pułk „Normandie” zakończył oficjalnie szkolenie.

## Walki na froncie wschodnim
Pułk został przydzielony na lotnisko Połotnianyj Zawod na północ od Kaługi, wchodząc w skład sowieckiej 303 Dywizji Lotnictwa Myśliwskiego 1 Armii Lotniczej. Pierwsze zwycięstwa powietrzne uzyskano 5 kwietnia 1943 roku na samolocie Jak-1, w które na początku była wyposażona jednostka. W maju 1943 roku marszałek Wilhelm Keitel wydał rozkaz, aby każdy zestrzelony i schwytany Francuz był rozstrzeliwany na miejscu (mimo to, nie wykonywano tego konsekwentnie). Do lipca skład pułku uległ wzmocnieniu do 22 pilotów, co pozwoliło na wydzielenie dwóch eskadr. Od 13 lipca pułk był intensywnie wykorzystywany bojowo podczas wsparcia kontrofensywy „Kutuzow” w rejonie Orła, co jednak wiązało się ze znacznymi stratami obok zwycięstw. Między innymi, 17 lipca zaginął podczas akcji dotychczasowy dowódca Jean Tulasne, po czym jego funkcję objął Pierre Pouyade. Na przełomie lipca i sierpnia 1943 roku przybyło nowych 9 pilotów i pułk zaczął też otrzymywać nowocześniejsze myśliwce Jak-9. Ponownie utworzono dwie eskadry, nazwane: „Rouen” i „Le Havre”. Od 30 sierpnia pułk działał intensywnie podczas zwycięskich walk o Jelnię (operacja smoleńska). Po 4 września z powodu strat zniesiono podział na eskadry. Od 5 października pułk działał z lotniska Swoboda, między innymi wspierając walki o Lenino, gdzie zadebiutowały polskie oddziały. 6 listopada pułk został wycofany na odpoczynek i przeorganizowanie do Tuły. Jedynie 6 pilotów pozostało z pierwotnego składu, reszta pochodziła z uzupełnień. Stracono do tej pory 21 pilotów i co najmniej 27 samolotów, a przyznano pułkowi zestrzelenie 77 samolotów.
Dzięki uzupełnieniom, w marcu 1944 roku sformowano aż cztery eskadry: „Rouen”, „Le Havre”, „Cherbourg” i „Caen”. Ponownie pułk powrócił na front wspierając radziecką ofensywę „Bagration” od 22 czerwca 1944 roku. W sierpniu 1944 roku otrzymał myśliwce Jak-3, o znacznie lepszych osiągach od dotychczasowych. Do listopada tego roku pułk działał na obszarze między miejscowością Dubrowka a Gross-Kalweitchen w Prusach Wschodnich. Za zasługi bojowe w walkach przy forsowaniu rzeki Niemen otrzymał w październiku nazwę „Normandie-Niemen”. 16 października Francuzi zestrzelili 29 niemieckich samolotów bez strat własnych. Istnieje podejrzenie, że w tym okresie atakowali oni z powietrza polskie oddziały partyzanckie Armii Krajowej, wycofujące się na zachód, choć prawdopodobnie nie zdawali sobie z tego sprawy. W grudniu dowódca pułku P. Pouyade wraz z grupą pilotów-weteranów powrócił do Francji, a na czele jednostki stanął Louis Delfino. Od 14 stycznia działała ona z Dopenen w Prusach Wschodnich. Szlak bojowy zakończyła 9 maja 1945 w miejscowości Świętomiejsce.
Pułk odnosił liczne zwycięstwa powietrzne, stąd był wielokrotnie odznaczany różnymi medalami, podobnie jak francuscy piloci. Pułk wykonał 5240 lotów bojowych w czasie 4354 godzin i jego piloci stoczyli 869 walk powietrznych, w których zaliczono im zestrzelenie na pewno 273 niemieckich samolotów (najwięcej Fw-190 różnych wersji). Atakowano też cele naziemne. Służyło w nim 96 pilotów, z czego zginęło 46 (zestrzelonych lub w wypadkach, w tym 31 zaginionych), a sześciu zostało rannych.
Pułk był odznaczony francuskimi odznaczeniami: Legią Honorową, Orderem Wyzwolenia, Krzyżem Wojennym i Medalem Wojskowym oraz sowieckimi: Orderem Czerwonej Gwiazdy i Orderem Aleksandra Newskiego. Piloci Marcel Albert, Marcel Lefèvre, Jacques André i Roland de La Poype otrzymali tytuły Bohatera Związku Radzieckiego.

## Zakończenie
14 czerwca 1945 trzydzieści osiem lub czterdzieści samolotów Jak-3 (podarowanych Francuzom przez Józefa Stalina) wystartowało z Elbląga, docierając 20 czerwca do Francji. Służyły one we francuskim lotnictwie do kwietnia 1947.
W 1960 został nakręcony film produkcji francusko-radzieckiej w reżyserii Jeana Dréville’a i Damira Wiatycha-Berejnycha pt.: „Normandie-Niémen”.
Obecnie istnieją dwie jednostki lotnicze kultywujące tradycje Pułku Lotnictwa Myśliwskiego „Normandia-Niemen”: francuska eskadra EC 2/30 „Normandie-Niémen”, stacjonująca w Colmar i rosyjski 18 Witebski Pułk Lotnictwa Myśliwskiego Gwardii (18-й гвардейский Витебский дважды Краснознаменный ордера Суворова второй степени истребительный полк ВВС России „Нормандия-Неман”), stacjonujący w Ussuryjsku na Dalekim Wschodzie.

## Użytkowane samoloty
Pułk Lotnictwa Myśliwskiego „Normandie-Niemen” użytkował następujące samoloty:
- Po-2 jako samolot łącznikowo-kurierski,
- Jak-1B – samolot myśliwski,
- Jak-3 – podstawowy samolot myśliwski,
- Jak-9D i Jak-9T – samolot wsparcia lądowego,
- Jak-6 – samolot transportowy.

Samoloty na których walczyli Francuzi posiadały standardowe oznaczenia lotnictwa Armii Czerwonej, czyli miały namalowane czerwone gwiazdy z białą lub żółtą obwódką na kadłubie, sterze kierunku oraz górnych i dolnych powierzchniach skrzydeł. Jedynymi oznaczeniami francuskimi były pionowe pasy w barwach flagi francuskiej na kołpakach śmigieł. Część samolotów miała namalowane pod kabinami hasła pamiątkowe w rodzaju: „Dzielnemu lotnikowi francuskiemu pracownicy...” Ponadto niektóre Jaki miały małe francuskie kokardy na boku kadłuba.

## Personel latający pułku
Dowódcy pułku
- Joseph Pouliquen (od września 1942 do 22 lutego 1943)[3]
- Jean Tulasne (od 22 lutego do 17 lipca 1943)[3]
- Pierre Pouyade (od 17 lipca 1943 do 12 grudnia 1944)
- Louis Delfino (od 12 grudnia 1944 do końca wojny)

Dowódcy 1 eskadry „Rouen”
- por. Léon (od 8 sierpnia do 4 września 1943)
- por./kpt. Marcel Albert (od marca do grudnia 1944)
- kpt. René Challe (od grudnia 1944 do 17 stycznia 1945)

Dowódcy 2 eskadry „Le Havre”
- kpt. Dider Béguin (od 8 sierpnia do 4 września 1943)
- por. Yves Mourier (od marca do 12 grudnia 1944)
- kpt. de Saint-Marceau (od 12 grudnia 1944)

Dowódcy 3 eskadry „Cherbourg”
- por. Marcel Lefevre (od marca do 28 maja 1944)
- kpt. Pierre Matras (od 29 maja 1944)

 Dowódca 4 eskadry „Caen”
- kpt. René Challe (od 18 marca do 16 grudnia 1944)